# The Lover Speaks
The Lover Speaks – angielski duet muzyczny nowej fali założony przez Davida Freemana (wokal) i Josepha Hughesa (aranżer, kompozytor) w 1985 r. Muzycy wraz z producentem Jimmym Iovine'em nagrali debiutancki album The Lover Speaks  (1986), który zawierał oryginalną wersję piosenki No More „I Love You’s”. Piosenka została następnie wydana przez Annie Lennox w albumie Medusa (1995), który zdobył drugie miejsce na brytyjskiej liście singli.

## Dyskografia
Albumy
- The Lover Speaks[2] (1986)
- The Big Lie (1987)

Single
- No More „I Love You's” (1986)
- Tremble Dancing (1986)
- Every Lover's Sign (1986)
- I Close My Eyes and Count to Ten (cover piosenki Dusty Springfield) (1987)
- Never to Forget You (Australia)
- No More „I Love You's”[3] (1988, II wydanie)